# Akác
Az akác (Robinia) a pillangósvirágúak (Fabaceae) családjába, a bükkönyformák (Faboideae) alcsaládjába tartozó növénynemzetség. A köznyelv gyakran a fehér akácot (Robinia pseudoacacia) érti „akácfa” alatt. A nemzetség tudományos nevét arról a Jean Robin francia kertészről kapta, aki 1601-ben Európában újból meghonosította a növényt, hiszen a harmadkori Európában, illetve a Kárpát-medencében, így hazánk területén is bennszülött növény volt, de a nagy geológiai átalakulások következtében, földrészünkről eltűnt.
A fajok száma szerzőnként változó, a minimális négytől mintegy húszig terjedhet. Több természetes hibrid is előfordul.
Mivel Európában nem őshonos, így inváziós fajnak számít, annyira agresszív módon képes terjedni, hogy a legtöbb országban már fenyegeti az őshonos növényfajokat.

## Származása, elterjedése
Fajai Észak-Amerika keleti részén és észak-Mexikóban (az atlantikus–észak-amerikai flóraterületen) honosak. Magyarországon a 18. században kezdték telepíteni a futóhomok megkötésére.
Az akác  őshonos észak-amerikai nemzetség, de nyomai megtalálhatók az európai eocén és miocén kőzetekben. 

## Megjelenése, felépítése
Lombhullató fa vagy cserje, az egyes fajok 4−25 méteresre nőhetnek.
Összetett levelei 7−21 tojásdad levélkéből állnak. Virágai fehérek vagy rózsaszínek, többnyire fürtökben csüngenek. Több faj hajtásai tüskések, és sokuk hajtásán találhatók ragadós szőrök.
A Robinia-fajok lepkék hernyóinak tápláléknövényeként is szolgálnak, köztük az aranyfarú lepke (Euproctis chrysorrhoea), a sárgafoltos púposszövő (Phalera bucephala), az Ectropis crepuscularia (homályos faaraszoló) és a Hypercompe scribonia hernyója fogyasztja.

## Fajok
(*: nem minden leíró által elfogadott)
- Robinia boyntonii *
- Robinia elliottii *
- Robinia hartwegii * (R. viscosa var. hartwegii)
- Robinia hispida – rózsás akác
- Robinia kelseyi *
- Robinia luxurians *
- Robinia nana *
- Robinia neomexicana – pirosvirágú akác
- Robinia pseudoacacia – fehér akác, hamis akác
- Robinia viscosa – enyves akác

### Hibridek
- Robinia × ambigua – R. pseudoacacia × R. viscosa
- Robinia × holdtii – R. neomexicana × R. pseudoacacia
- Robinia × longiloba – R. hispida × R. viscosa
- Robinia × margarettiae – R. hispida × R. pseudoacacia

## Felhasználása
Fája keményfa; szerszámfának régóta használatos, valamint kerítésdeszkának, szőlő- és virágkarónak, oszlopnak és újabban a játszóterek fa játékai is ebből készülnek.

## Akácgazdálkodás
Magyarország összes erdejének negyede akác főfafajú, az 1990-2020 között mezőgazdasági területekre telepített új erdőknek a fele akácerdő. Az európai akácosok fele Magyarországon található, ma már Dél-Európában és Németországban (első sorban a globális klímaváltozás miatt) téma lett az akác erdőfelújításokban és ültetvényekben való alkalmazása. A klímaváltozás egyik nagy "nyertese" várhatóan a szárazságtűrő akác lesz.
Az akácnak a magyar erdőgazdálkodásban évszázados hagyománya van, igénytelen, gyorsan növő, értékes faanyagot (iparifa, tűzifa) nyújtó tulajdonságai miatt. Erdőfelújítása jellemzően sarjaztatással történik, ami egy költségkímélő erdészeti technika. Új akácerdő létesítése (erdősítés) akác csemete ültetésével, gyökérdugvány-darabkák vetésével vagy magvetéssel is megoldható.
Kiváló mézelő, a magyar méztermelés felét az akácméz adja. Az akác szerepel a hungarikumok listáján is.

## Nemesítése
Az akác az 1700-as évek elején került Tessedik Sámuel által az Alföldre (őshazája az USA Oregon Állama). A nemesítése ettől fogva többször is felmerült, az 1960-as évekig első sorban egyszerű szelekcióval próbálták a szebb egyedeket továbbszaporítani. Az Erdészeti Tudományos Intézet a '60-as évektől fogva tervezett módon is szelektálta, létrejött az árbócakác forma. Az akác hajlamos a síkgörbülésre, térgörbülésre, törzse tehát gyakran nem egyenes, sőt villásodni is hajlamos. Ezek a tulajdonságok a műszaki értékét jelentősen rontják. A nemesítés első sorban erre a tulajdonságára irányult, később a méztermelésére is szelektálták (mézelő akác). Dr. Kapusi Imre nemesítő úttörő munkát végzett ezen a téren. Nemesítői munkásságát később a Silvanus karolta fel, és vitte tovább.
Magyarország a világ akácnemesítésének első helyén áll, nagy fatermőképességű, kiváló törzsalakú fajtákat nemesítettek a Kapusi-féle törzsfákból. Ezeket az eredményeket az egész világon élénk figyelem kíséri, Kínában, a Közel-Keleten, Afrikában és Nyugat-Európában is.

## Fordítás
- Ez a szócikk részben vagy egészben a Robinia című angol Wikipédia-szócikk ezen változatának fordításán alapul.  Az eredeti cikk szerkesztőit annak laptörténete sorolja fel. Ez a jelzés csupán a megfogalmazás eredetét és a szerzői jogokat jelzi, nem szolgál a cikkben szereplő információk forrásmegjelöléseként.